# لوو (روسیه)

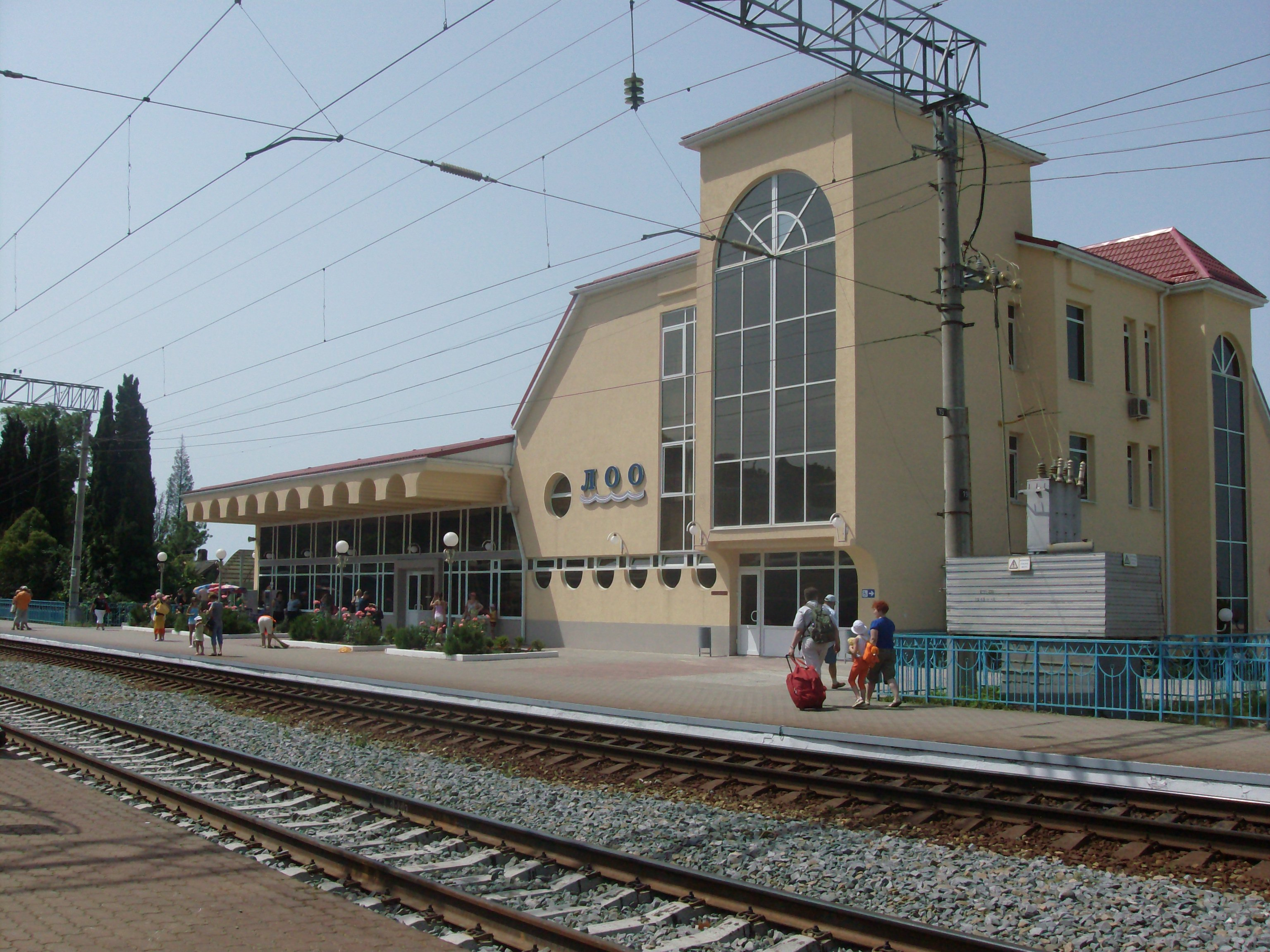
نمایی از ایستگاه راه‌آهن شهرک لوو در کشور روسیه - ۲۰۰۹

لوو (به روسی: Лоо) شهرکی توریستی در ده کیلومتری شمال سوچی روسیه قرار دارد . وجه تسمیه لو به یکی از خانواده‌های اربابی آباز در منطقه قفقاز بر می‌گردد . در سال ۲۰۰۸ یک حمله تروریستی در لو اتفاق افتاد که باعث کشته شدن دو نفر شد . 

## جاذبه‌های توریستی
- معبد بیزانس
- پارک ملی سوچی
- پارک آبی آکوالوو
- دلفیناریوم
- بولینگ آکوالوو
- پلاژ لوو که برهنگی در آن آزاد است .